# Red Orchestra: Ostfront 41-45
 (janvier 2010).
Si vous disposez d'ouvrages ou d'articles de référence ou si vous connaissez des sites web de qualité traitant du thème abordé ici, merci de compléter l'article en donnant les références utiles à sa vérifiabilité et en les liant à la section « Notes et références ».
Red Orchestra est un jeu vidéo de tir à la première personne sorti en 2006. Le jeu a été développé par Tripwire Interactive puis édité par SdLL. Il se concentre sur les combats entre les armées soviétique et allemande pendant la seconde guerre mondiale. Sa suite Red Orchestra 2: Heroes of Stalingrad sorti le 13 septembre 2011, nécessite, à l'instar de son ainé, la plateforme Steam.

## Système de jeu

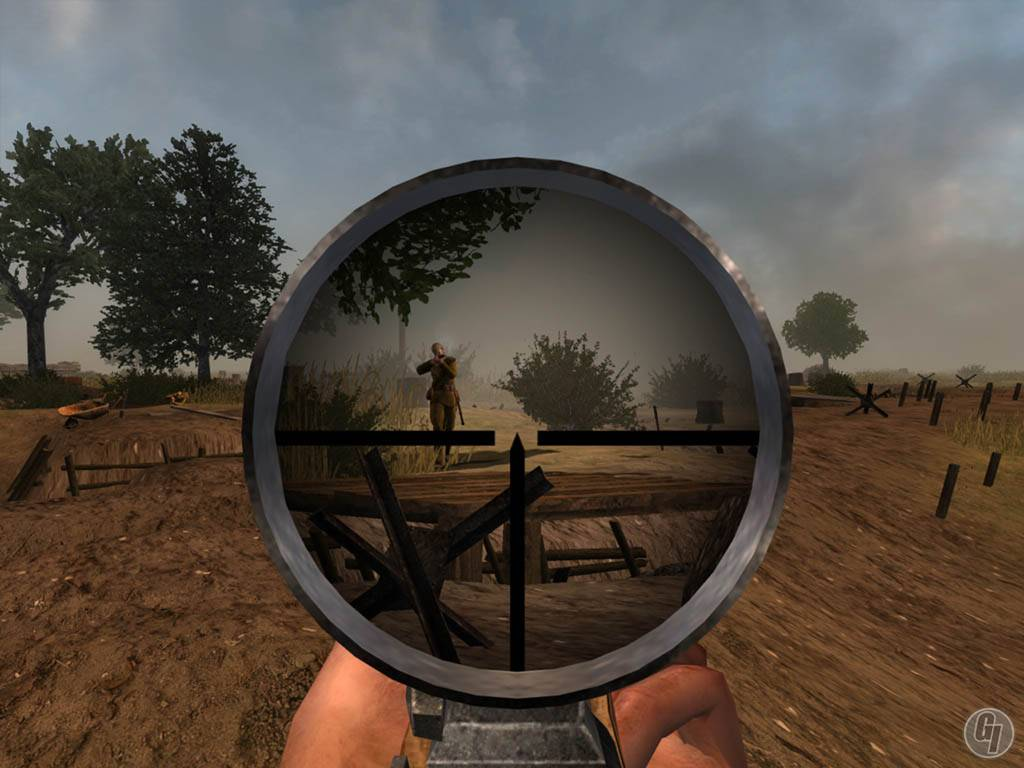
Utilisation du zoom d'un fusil à lunette

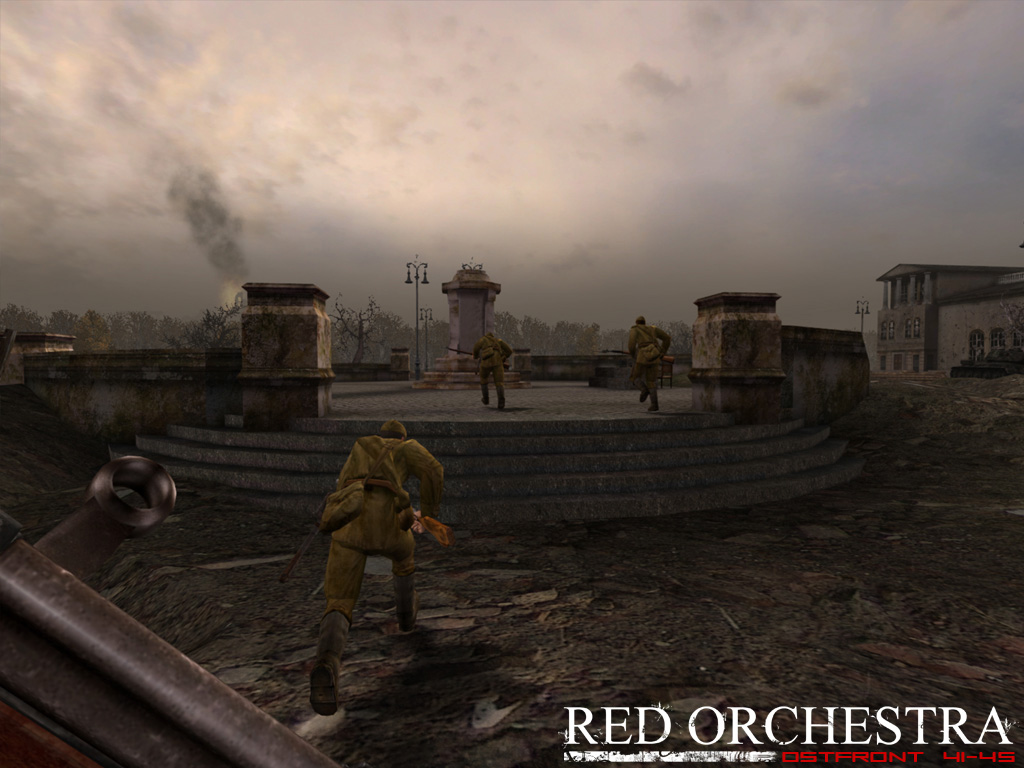
Scène de jeu.

Le gameplay de Red Orchestra est plutôt lent par rapport aux FPS en général, car le jeu se veut réaliste et donc coopératif. 
La difficulté est accrue du fait du recul important généré par un tir. Ainsi, avec des armes semi-automatiques ou automatiques, le joueur ne peut tirer que de brèves rafales. Autre point réaliste qui le différencie des FPS habituels : l'absence d'un réticule de visée (crosshair) lors de la visée, qui oblige le joueur à jouer plus souvent avec le tir à la hanche ou d'épauler son arme.
La plupart des fusils peuvent recevoir une baïonnette. Toutes les armes peuvent également être utilisées pour frapper l'ennemi à coup de crosse (sauf les mitrailleuses). De même, un tireur peut faire reposer son arme sur n'importe quelle surface horizontale ou verticale pour la stabiliser. Ce détail n'en est plus un lorsque le joueur manie des armes automatiques puisque cela permet de considérablement réduire le recul de l'arme.
Enfin, toute une gamme de mouvements réalistes est disponible : le joueur peut plonger à terre, ramper et courir plié en deux pour être une cible moins tentante. Il peut aussi se pencher au coin des murs, ce qui contrairement à la plupart des FPS où cette option est inexistante, n'a rien d'anecdotique.

### Déroulement du jeu
Dans Red Orchestra, les cartes sont basées sur la prise ou la défense de points de contrôle comme une tour (dans la carte Odessa) d'un dépôt de munitions, ou encore d'un bâtiment (carte Krasnyi Oktiabr) ; mais aussi d'objectifs à détruire (tanks, bâtiments...) à l'aide d'un explosif.
À son arrivée sur une partie, le joueur est amené à choisir un camp (entre soldats allemands et soldats russes), puis une classe de personnage. En fonction de son choix (fusilier, mitrailleur, tireur d'élite...), il débutera avec une arme différente. Les différentes classe du jeu sont:
- Fusilier : fusil à réarmement manuel (Kar98 ; Mn91/30, M38 ou M44).
- Troupe d'assaut : mitraillette (MP40, MP41 ou StG44 ; PPD40, PPSh41 ou PPS43).
- Fusilier semi-auto : fusil semi-automatique (G41 ou G43 ; SVT40).
- Sapeur : mitraillette et sacs d'explosifs.
- Mitrailleur : pistolet et mitrailleuse légère (MG34 ou MG42 (pas d'affût lourd) ; DP 28).
- Sniper : pistolet et fusil à lunette (Kar98 ou G43 ; Mn91/30 ou SVT40).
- Commandant : mitraillette ou fusil semi-auto, grenades fumigènes, jumelles et pistolet.
- Soldat antichar : arme antichar (Panzerfaust ou PTRD) et pistolet.
- Équipage de char : pistolet, accrédité à piloter un char.
- Commandant de char : mitraillette, pistolet, jumelles, accrédité à piloter un char.

Il existe trois sortes de cartes : les cartes d'infanterie, avec des combats intenses car généralement de courte ou moyenne portée ; les cartes de chars qui mettent l'accent sur des combats en véhicules avec des tirs à longue portée et sur une infiltration d'infanterie peu nombreuse ; et les cartes interarmes qui regroupent les deux éléments.

### But du jeu et coopération
Le but du jeu est d'amener son équipe à la victoire soit en capturant tous les points requis avant la fin du temps imparti (en général 20 minutes), soit en éliminant tous les adversaires jusqu'à la fin des renforts (qui passent de 100 % à 0 % au fur et à mesure des respawn). Certaines maps (cartes) se gagnent également en capturant plus de points que l'ennemi avant la fin du temps. Chaque jeu se déroule en plusieurs manches (nombre choisi par l'administrateur du serveur, en général en trois manches), et l'équipe qui remporte la majorité des manches gagne la partie.
En jeu, chaque joueur gagne des points en capturant des objectifs (par défaut, 10 points), en tuant un adversaire (1 point), en tuant le commandant adverse (3 points), en détruisant des objets (10 points pour un objet considéré comme objectif du jeu, sinon pas de points, sauf pour la destruction de blindés occupés), mais aussi en donnant un chargeur de balles à la personne qui incarne le mitrailleur (5 points). Le jeu étant basé sur la coopération, tuer son commandant enlève 6 points, tuer un allié enlève deux points et le détruire avec une grenade ou une charge de démolition en enlève entre 2 et 5 selon le serveur.

### Mods
Voici quelques mods de Red Orchestra :
- Darkest Hour: Europe '44-'45 couvre les opérations se déroulant en Europe de l'Ouest en 1944 et 1945 : la bataille de Normandie, l'opération Market Garden et la bataille des Ardennes.
- Mare Nostrum retrace les campagnes en Afrique et en Europe du Sud : la guerre du désert, la campagne d'Italie et la bataille de Crète.
- Carpathian Crosses se focalise sur l'engagement au sein de l'Axe de l'armée roumaine sur le front de l'Est : en Bessarabie, vers Odessa, en Crimée et dans le Caucase.
- Revenge of the Turul se consacre pour sa part à l'armée hongroise, également présent aux côtés de l'Allemagne sur le front de l'Est.

## Accueil
En avril 2009, les ventes du jeu s'élèvent à 400 000 exemplaires.
L'année 2009 a également été marquée par la victoire de l'équipe de France pour la Nation Cup, la grande majorité des joueurs étaient de la team No'Way (les No'Way fut la meilleure team de France, le leader était Hermann). Cette team fut dissoute peu de temps après la sortie de Red Orchestra Heroes Of Stalingrad, une refonte de cette team a cependant été formée sous le nom de Legacy durant quelques mois avant son extinction totale.